# Марка Саару
Марка Саару (фр. Mark sarrois) — грошова одиниця французького протекторакту Саар, яка була введена у червні 1947 року, і знаходилася в обігу недовгий період. З 20 листопада 1948 році в обіг було введено саарський франк.

## Історія
22 грудня 1946 року французьким урядом на окупаційних зонах було прийняте рішення створити в Саарі окрему економічну зону. У червні 1947 року в обігу з'явилася марка Саару, яка замінила райхсмарку за курсом 1:1. Монети в райхспфенігах певний час з обігу не вилучалися. 20 листопада 1947 року в обіг був ведений саарський франк для зближення економіки Саару з економікою Франції. З 15 січня 1948 року марка офіційно припинила своє існування. Обмінний курс на саарський франк становив 1:20.

## Банкноти
В обігу знаходились банкноти номіналом в 1, 2, 5, 10, 50 та 100 марок. На сьогодні для колекціонерів ці бони стали справжньою рідкістю.
|  |  | 1 марка   | 1947 року | 84х53  |
|  |  | 2 марки   | 1947 року | 84х53  |
|  |  | 5 марок   | 1947 року | 84х53  |
|  |  | 10 марок  | 1947 року | 130х84 |
|  |  | 50 марок  | 1947 року | 130х84 |
|  |  | 100 марок | 1947 року | 130х84 |